# Mysidopsis camelina
Mysidopsis camelina är en kräftdjursart som beskrevs av O. Tattersall 1955. Mysidopsis camelina ingår i släktet Mysidopsis och familjen Mysidae. Inga underarter finns listade i Catalogue of Life.